# 吴延贵
吴延贵（?—?），辽宁奉天人，是一名清朝政治人物。
吴延贵曾于康熙十八年(1679年)接替周昌任漳州府知府一职，康熙二十年(1681年)由袁珩接任。